# La cantante calva

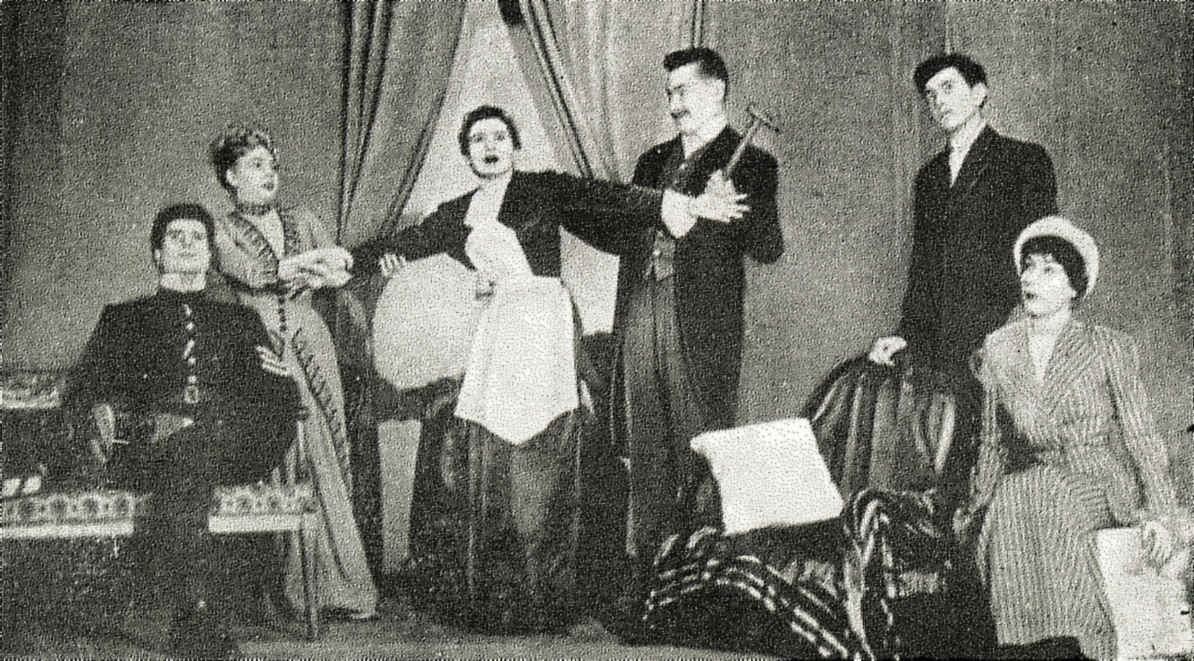
Momento de una representación en Kiev, en 1968.

La cantante calva (título original en francés: La Cantatrice chauve) fue la primera obra dramática escrita por Eugène Ionesco. 
Esta obra, perteneciente a la corriente literaria llamada Teatro del absurdo, se estrenó el 11 de mayo de 1950 en el Théâtre des Noctambules, cabaret parisino, con puesta en escena de Nicolas Bataille. El libreto fue publicado por primera vez el 4 de septiembre de 1952 por el Colegio de Patafísica. Desde 1957 se ha  representado de manera continua en el Théâtre de la Huchette, convirtiéndose así en una de las obras más representadas de Francia. Recibió el Premio Molière honorífico (Molière d'honneur) en 1989. La obra ha sido interpretada por la crítica como un ataque satírico contra el modelo de familia burguesa de la época. Una de las características del teatro del absurdo utilizada magistralmente por Ionesco en esta obra es el recurso de los diálogos inconexos, creando así una atmósfera donde los personajes están físicamente cerca pero no pueden llegar a comunicarse de forma efectiva. Con este recurso Ionesco nos muestra al ser humano del siglo XX como el incomprendido y el incomprensible. En este sentido, la obra puede considerarse como una tragedia del lenguaje en la que los diálogos se fragmentan tanto que en la última escena llegan a ser sílabas sueltas carentes de sentido. El tema principal es claro, y consiste en la comunicación incorrecta como fuente de los problemas entre las personas.

## Representaciones en español
- Pequeño Teatro. Madrid, 1955.
  - Intérpretes: Blanca Sendino, Laly Soldevila, Josefina Garrido, Ramón Corroto, Antonio Colina y José Naváez.
- Televisión, Hora once, TVE, 1 de septiembre de 1968.
  - Intérpretes: Terele Pávez, José Peñalver, Ana María Barbany, Antonio Iranzo.[1]
- Centro Cultural de la Villa, Madrid, 1991.
  - Intérpretes: Blanca Portillo, Janfri Topera, Lucía Bravo, Félix Cubero, Paca Lorite.
- Teatro Alfil, Madrid, 2005.
  - Intérpretes: Paloma Tabasco, Paco Churruca, Rosel Pujol, Carmen Ruiz, David Fernández “Fabu” y Carlos Caña.[2]
- Teatro Español, Madrid, 2017.
  - Intérpretes: Adriana Ozores, Joaquín Climent, Fernando Tejero, Helena Lanza, Javier Pereira y Carmen Ruiz.[3]